# رضوان شبلي
رضوان شبلي كاتب سوري من مواليد دمشق عام 1980. كتب في المسرح والسيناريو التلفزيوني، عمل في مسرح الهواة والمسرح القومي ومسرح الأطفال وأخرج وكتب الكثير من العروض المسرحية.
درس الإخراج والتمثيل المسرحي في جامعة خاركوف في أوكرانيا.

## من أعماله المسرحية
المجموعة المسرحية الأولى وتحوي ثلاث مسرحيات
تراجيكوميديا - أمريكانو - عزيزي كريستوفر مارلو المسكين - دار كيوان للنشر عام 2012
مونودراما الجنسية فلسطيني وعرضت في المغرب العربي ومدينة حلب والإمارات العربية المتحدة. 
مجموعة مسرحية من ثلاث مسرحيات  ارامل حرب - عطر البصل - طيف لوركا تحت الطبع.

## أعماله التلفزيونية
- مسلسل ياسمين عتيق ج1 من إنتاج سما الفن الدولية وإخراج المثنى صبح 2013
- بقعة ضوء الجزء الحادي عشر ومن اللوحات: عريس وأزمة - حكاية نعمة ونسمة - نقطة علام - العقل زينة - أزمة مهجرين- فضل جاسم جدعان الخلف
- بقعة ضوء الجزء الثاني عشر ومن اللوحات: زبيدة خانم - بزابورت- حارتنا الختيارة - سلفة - منا وفينا
- بقعة ضوء الجزء الثالث عشر ومن اللوحات: مؤرخ أزمة - قدمها نحس .
- كونتاك الموسم الأول إنتاج إيمار الشام واشراف الدكتورة رانيا الجبان.
- مخرج منفذ وكاتب مسلسل أبنائي أرجوكم إنتاج لاند مارك للإنتاج الفني إخراج يمان إبراهيم 2022
- مخر ج منفذ وكاتب الموسم الأول من مسلسل هيك إتطلقنا إنتاج لاند مارك للإنتاج الفني وإخراج يمان إبراهيم 2023

يعمل حاليا على كتابة السيناريوهات  والمسرحيات ويعمل كمخرج منفذ في الاعمال الدرامية .